# Ногата (денежная единица)
Нога́та — денежная единица Древней Руси .

## Представления рубежа XIX-XX веков
Энциклопедический словарь Брокгауза и Ефрона определял ногату как единицу древней кунной ценности. По Смоленской грамоте 1150 года, а также по хозяйственному инвентарю, приписанному к одному из списков Русской Правды, считается равной 1 1/2 кунам или резанам; по тому же инвентарю она составляла 1/20 часть гривны кун. Так как известные нам киевские гривенки тянут 35 — 38 золотников, то средний вес ногаты определяется в 175 долей или несколько более. С тех пор о ценности этой единицы нет сведений до XIV—XV века. В памяти о том, как торговали новгородцы кунами, ногата положена равною 2 морткам = 3 четверетцам = 7 деньгам = 15 лбецам = 30 векшам; тут же на ногату причиталось 3 1/2 куны. По самым тяжелым 18-дольным новгородским деньгам ногата равнялась 126 долям; иначе — деньга весила 4 почки, почка = 4 1/2 доли; следовательно, 7 денег весили именно 126 долей. Итак, ценность ногаты понизилась против древности до 18/25. В Пскове в XV в. понижение было еще более; в 1422 г. полтине равнялись 175 ногат. Кроме Русской Правды ногата упоминается ещё во многих русских, ливонских и прусских памятниках XIII—XIV веков. Этимологию этого слова обыкновенно связывают с эстонским nahat — мех.
Определение, данное в ЭСБЕ, в настоящее время считается устаревшими.

## Представления середины XX века
Словарь Фасмера указывает на две возможности: от кипчакского слова nakt (наличные деньги), и, по версии Мелиоранского, от слова «нога», то есть часть соболиной шкурки, бывшей изначально с четырьмя лапами.
По всей вероятности, первоначально ногата и была мехом какого-либо пушного зверя, но в XIII—XV веках ногата, несомненно, представляла ценность металлическую, серебряную. До сих пор, однако, не удалось установить даже предположительно, какой вид из числа обращавшихся в северной России иностранных монет мог носить название ногаты. Металлическую ценность можно вычислить из сопоставления её ценности с другими, упоминаемыми летописцами. В половине XIV в. в Ливонии ногата считалась равной 6 любекским пфеннигам, то есть равнялась 37-47 долям серебра 90-й пробы. В начале XV в. ценность ногаты уменьшилась более, чем втрое сравнительно с вышеприведенной.

## Современные представления
Современные источники определяют ногату как единицу древнерусской денежной системы, опирающейся на арабское серебро. Первоначально на Руси существовала денежно-счётная единица гривна (гривна кун) равная 25 кунам, являющимися распространёнными монетами арабской чеканки. Куна имела вес (2,73 г). В начале X века, когда вес дирхема расшатывается, монета сортируется уже по двум русским денежно-весовым нормам. Помимо старой нормы куны, впервые возникает новая норма — ногата (3,41 г), равной уже 1/20 части гривны. Позже система разделяется на две, южную и северную и вес ногат, кун и других единиц изменяется.
Происхождение слова «ногата» этимологически связывают с арабским глаголом «накада», который имеет значение — сортировать деньги, отбирать хорошие экземпляры.